# 박규림
박규림(1999년 2월 27일~)은 대한민국의 스키 점프 선수이다.

## 학력
- 풍성초등학교
- 대관령중학교
- 상지대관령고등학교